# 费尔考伊·拉斯洛
费尔考伊·拉斯洛（匈牙利語：Felkai László，1941年3月1日—2014年4月10日），匈牙利男子游泳、水球运动员。他曾代表匈牙利参加1960年、1964年和1968年夏季奥林匹克运动会，共获得一枚金牌和二枚铜牌。